# Religioni in Arabia Saudita
L'islam è la religione di stato dell'Arabia Saudita e la sua legge richiede che tutti i suoi cittadini siano musulmani. Il governo non protegge legalmente la libertà di religione. Ogni cittadino straniero che voglia acquisire la cittadinanza saudita deve prima convertirsi all'islam. L'Arabia Saudita è stata criticata per la sua attuazione rigorosa della legge islamica ed il suo scarso rispetto dei diritti umani.

## Libertà di religione
L'Arabia Saudita è una monarchia patrimoniale - di fatto il regno è una proprietà della famiglia reale - che sostiene di avere come costituzione il sacro Corano. Le minoranze religiose non hanno il diritto di praticare la propria fede; la propaganda e il proselitismo di altre religioni diverse da quella musulmana sono vietati, mentre la conversione dall'islam ad un'altra religione è condannabile alla pena di morte secondo il reato di apostasia.
Tutte le forme di proselitismo da parte di non musulmani, tra cui la distribuzione di materiale religioso (come la Bibbia e altro), risulta essere illegale. Alla fine del 2014 è stata promulgata una legge che richiedeva la pena di morte per chiunque introducesse nel paese "pubblicazioni che informano su altre credenze religiose diverse dall'Islam", pensata per includervi tutti i libri religiosi non musulmani.

## Gruppi religiosi

### Islam
La scuola islamica ufficiale saudita è quella rifacentesi al sunnismo nella sua versione di hanbalismo-salafismo. Secondo le statistiche ufficiali 85-90% dei cittadini sauditi sono sunniti musulmani, mentre il 10-15% segue lo sciismo; più del 30% della popolazione residente è invero costituita da lavoratori stranieri che sono prevalentemente, ma non totalmente, musulmani. Non si conoscono precisamente invece le percentuali di coloro che si rifanno al movimento Ahmadiyya.
Le due maggiori città-sante dell'islam, La Mecca e Medina, si trovano nel territorio nazionale; per molte ragioni i non-musulmani non vengono autorizzati ad entrare in esse, anche se raramente alcuni occidentali travestiti da musulmani sono stati in grado di entrare.

### I non-musulmani
Il gran numero di lavoratori stranieri che operano in Arabia Saudita (8 milioni di espatriati su una popolazione totale di 27 milioni) comprende anche una buona percentuale di non musulmani. Per i musulmani non sunniti, i non musulmani e i non religiosi "la libertà di religione non è né riconosciuta né protetta dalla legge" ed il paese ha "continuato a porre severe restrizioni alla libertà religiosa, secondo le politiche governative" secondo il "2013 International Religious Freedom Report" del dipartimento di Stato degli Stati Uniti d'America.
Secondo lo "Human Rights Watch" la minoranza musulmana sciita viene sottoposta a discriminazione sistematica da parte del governo saudita in materia d'istruzione, sistema giudiziario e specialmente per quanto riguarda la libertà religiosa; gli sciiti, anche di fronte a discriminazioni sul lavoro e le restrizioni imposte sulle celebrazioni pubbliche delle loro festività - come il giorno di Ashura - prendono parte al culto pubblico comune.
Poiché non è consentita alcuna fede differente da quella islamica nella pratica pubblica, non si trovano all'interno nazionale né chiese né templi o altri luoghi di culto; questo anche se vi sono quasi un milione di cristiani, così come lavoratori indù e buddhisti, quasi tutti stranieri. I servizi di preghiera privati vengono soppressi e la polizia religiosa ha riferito che perquisisce regolarmente le case dei cristiani.
I lavoratori stranieri non sono neppure autorizzati a celebrare le festività del Natale o della Pasqua. Nel 2007 lo "Human Rights Watch" ha richiesto che il re Abd Allah dell'Arabia Saudita fermasse una campagna per deportare ed incriminare i seguaci stranieri della fede Ahmadiyya.
Il proselitismo compiuto da parte di non musulmani è illegale e la conversione da parte di musulmani ad un'altra religione (ridda) comporta in casi estremi la pena capitale, anche se non vi sono state segnalazioni confermate di esecuzioni per il reato di apostasia negli ultimi anni. La disuguaglianza religiosa si estende anche ai risarcimenti nei casi giudiziari; una volta che la colpa è stata determinata, un musulmano riceve tutto l'importo del risarcimento stabilito mentre un ebreo o un cristiano metà, tutti gli altri un sedicesimo.
L'Arabia Saudita ha ufficialmente identificato coloro che professano l'ateismo come terroristi, siano essi sauditi o residenti stranieri, in quanto mettono "in discussione i fondamenti della religione islamica su cui si basa questo paese" e possono pertanto essere soggetti fino a 20 anni di carcere.

#### Il cristianesimo
Secondo una stima ci sono circa 1,5 milioni di cristiani in Arabia Saudita, la quasi totalità lavoratori stranieri. I cristiani si sono spesso lamentati di persecuzione religiosa da parte delle autorità. In un caso, nel dicembre 2012, 35 cristiani etiopi che lavorano a Jeddah (sei uomini e 29 donne che hanno tenuto un incontro di preghiera settimanale evangelico) sono stati arrestati e detenuti dalla polizia religiosa del regno per lo svolgimento di un incontro di preghiera privato. Mentre l'accusa ufficiale era "la miscelazione con il sesso opposto" - un crimine per le persone single in Arabia - i colpevoli si sono lamentati di essere in realtà stati arrestati per la loro preghiera come cristiani.
Un rapporto del 2006 in "Asia News" afferma che ci sono almeno un milione di cattolici nel regno. Essa afferma inoltre che ad essi viene negata una pastorale ed il catechismo per i loro figli - circa 100.000 - è stato loro vietato. Si segnala l'arresto di un prete cattolico per aver svolto una celebrazione eucaristica nel 2006. "Don Giorgio [Joshua] aveva appena celebrato messa in una casa privata quando sette poliziotti religiosi (Muttawa) hanno fatto irruzione nella casa insieme a due poliziotti ordinari. La polizia ha arrestato il sacerdote e un'altra persona".

#### Induismo
A partire dal 2001, ci sono stati circa 1.500.000 cittadini indiani in Arabia Saudita, la maggior parte di essi musulmani, ma anche un buon numero di indù. Come per le altre religioni non musulmane, gli induisti non sono ammessi al culto pubblico all'interno del territorio nazionale. Ci sono state anche alcune denunce di distruzione di oggetti religiosi indù da parte delle autorità saudite.